# Omiodes marmarca
Omiodes marmarca là một loài bướm đêm trong họ Crambidae.